# Lauchhammer-West
Lauchhammer-West (ehemals Mückenberg, sorbisch Głupsk) ist ein Stadtteil von Lauchhammer im südbrandenburgischen Landkreis Oberspreewald-Lausitz.

## Geschichte

### Ortsgeschichte

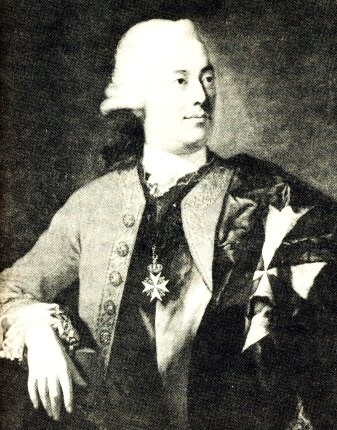
Detlev Carl Graf von Einsiedel

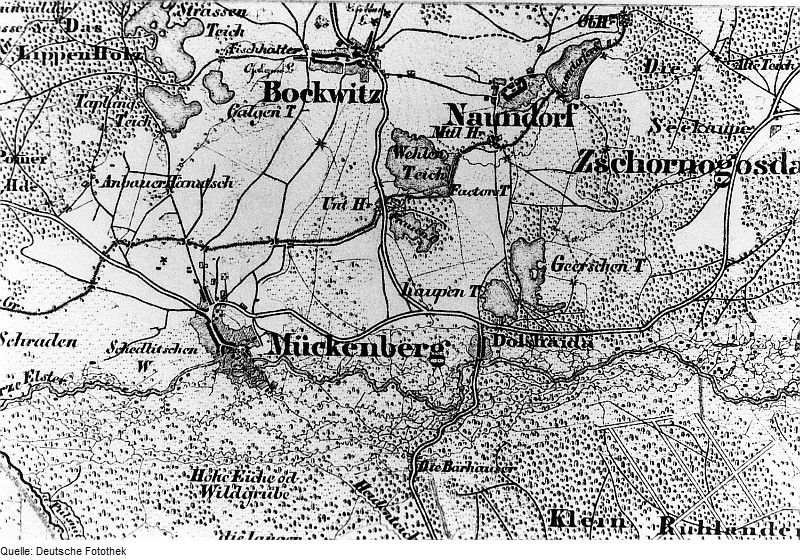
Mückenberg auf einer topografischen Karte von 1847

Mückenberg auf einer geschichtlichen Karte des Kreises Liebenwerda (1910).

Urkundlich erwähnt wurde der Ort erstmals 1278. Mückenberg war demnach im Besitz eines Cunczo Schoff de Monte Miconis. Der Ortsname ist vermutlich als „Ansiedlung auf erhöhtem Gelände einer mückenreichen Gegend“ zu deuten. Mückenberg wurde 1950 in Lauchhammer-West umbenannt. Weitere Ortsnamensvarianten sind: „Muckenbergk“, „Mügkenberg“, „Mugkinberg“, „Mugkenberg“, „Mockenberg“, „Muckenberg“ und „Mückenberg“.
Die Familie Schaff herrschte bis zum Ende des 14. Jahrhunderts über die Herrschaft Mückenberg, deren Gebiet auch als „Mückenberger Ländchen“ bekannt ist. Nachdem 1384 noch die Brüder Günter und Luther Schaff als Besitzer der Herrschaft erwähnt wurden, folgt 1398 der Ritter Heinrich von Waldow und 1405 belehnte der Markgraf Wilhelm von Meißen die Brüder Heinrich, Balthasar und Hans von Waldow mit Mückenberg. Kurze Zeit später folgten Hans und Hermann von Polenz sowie Voylczsche von Thorgaw, welche Markgraf Friedrich der Streitbare 1418 mit der Herrschaft Mückenberg belehnt. Ab 1467 folgte die Familie Köckritz, der es zu jener Zeit gelang im Übergangsland zwischen der Mark Meißen und der Niederlausitz, zu dem auch der südwestlich Mückenbergs gelegene Schraden gehörte, ein vom Amt Hayn unabhängiges Herrschaftsgebiet mit zahlreichen Besitztümern aufzubauen. Zur Herrschaft Mückenberg gehörten 1467 das Schloss Mückenberg und die Stadt Mückenberg, das Dorf vor der Stadt, die Mühle zu Bockwitz, Naundorf, Grünewalde, Kleinleipisch, Schipkau, Särchen und Kostebrau. Die Köckritze blieben bis in das 16. Jahrhundert in Mückenberg ansässig und es folgten ihnen die Schleinitze. Das meißnische Adelsgeschlecht besaß zu dieser Zeit auch die etwa 20 Kilometer westlich gelegene Herrschaft Saathain, welche über den sogenannten Schleinitzweg mit Mückenberg verbunden war.
1716 erwarb Woldemar Freiherr von Löwendal, der schon 1708 die westlich angrenzende Herrschaft Elsterwerda erworben hatte, die Herrschaft Mückenberg. Seine Gemahlin Freifrau Benedicta Margareta von Löwendal verlegte ihren Wohnsitz von Dresden in das Mückenberger Schloss und gründete nach der Entdeckung von umfangreichen Raseneisensteinvorkommen in der Umgebung ein Eisenwerk, den sogenannten Lauchhammer. Im Jahr 1725 wurde hier mit dem persönlichen Einverständnis Augusts des Starken der erste Hochofen in Betrieb genommen. Die Freifrau gilt damit als eine der ersten Unternehmerinnen in der Niederlausitz und begründete damit den Industriestandort Lauchhammer. Nachdem die Freifrau 1776 im Mückenberger Schloss verstarb, vererbte sie ihren gesamten Besitz ihrem Patenkind, dem sächsischen Kabinettsminister Detlev Carl Graf von Einsiedel, welcher schließlich unter anderem das Stahlwerk Gröditz gründete. Der kunstsinnige Adlige gilt auch als Begründer des Eisenkunstgusses in Lauchhammer, der seitdem in der Stadt Tradition hat und aus welchem zahlreiche Kunstwerke und Glocken hervorgingen. Ihm folgte nach seinem Tod 1810 sein Sohn Detlev von Einsiedel. Er verstarb 1861 in Wolkenburg und der Einsiedelsche Besitz in Mückenberg wurde 1872 von einer Aktiengesellschaft übernommen. Schloss und Rittergut wurden vom Rittmeister Ernst von Bredow übernommen, der gleichzeitig Landrat des Kreises Liebenwerda war. Er verkaufte beides 1895 an den Rittmeister Arthur von Wentzky und Petersheide, der, nachdem im Mückenberger Ländchen umfangreiche Braunkohlevorkommen entdeckt wurden, große Teile des Besitzes als Kohlefelder verkaufte. Ab 1904 kam Baron von Arnim in den Besitz der Mückenberger Ländereien, die nun in die BUBIAG (Braunkohlen- und Brikett-Industrie-Aktiengesellschaft) übergingen.
Im Jahr 1950 erfolgte der Zusammenschluss der Orte Mückenberg, Lauchhammer, Bockwitz und Dolsthaida zur Großgemeinde Lauchhammer, welche kurze Zeit später 1953 das Stadtrecht erhielt. Im Jahr 1952 kamen Mückenberg und die anderen Orte der Großgemeinde an den neugeschaffenen Kreis Senftenberg.

### Einwohnerentwicklung
| 1875 | 1081 |  | 1933 | 3824 |
| 1890 | 1231 |  | 1939 | 4735 |
| 1910 | 2408 |  | 1946 | 6001 |
| 1925 | 3079 |  | 2007 | 2918 |

## Kultur und Sehenswürdigkeiten

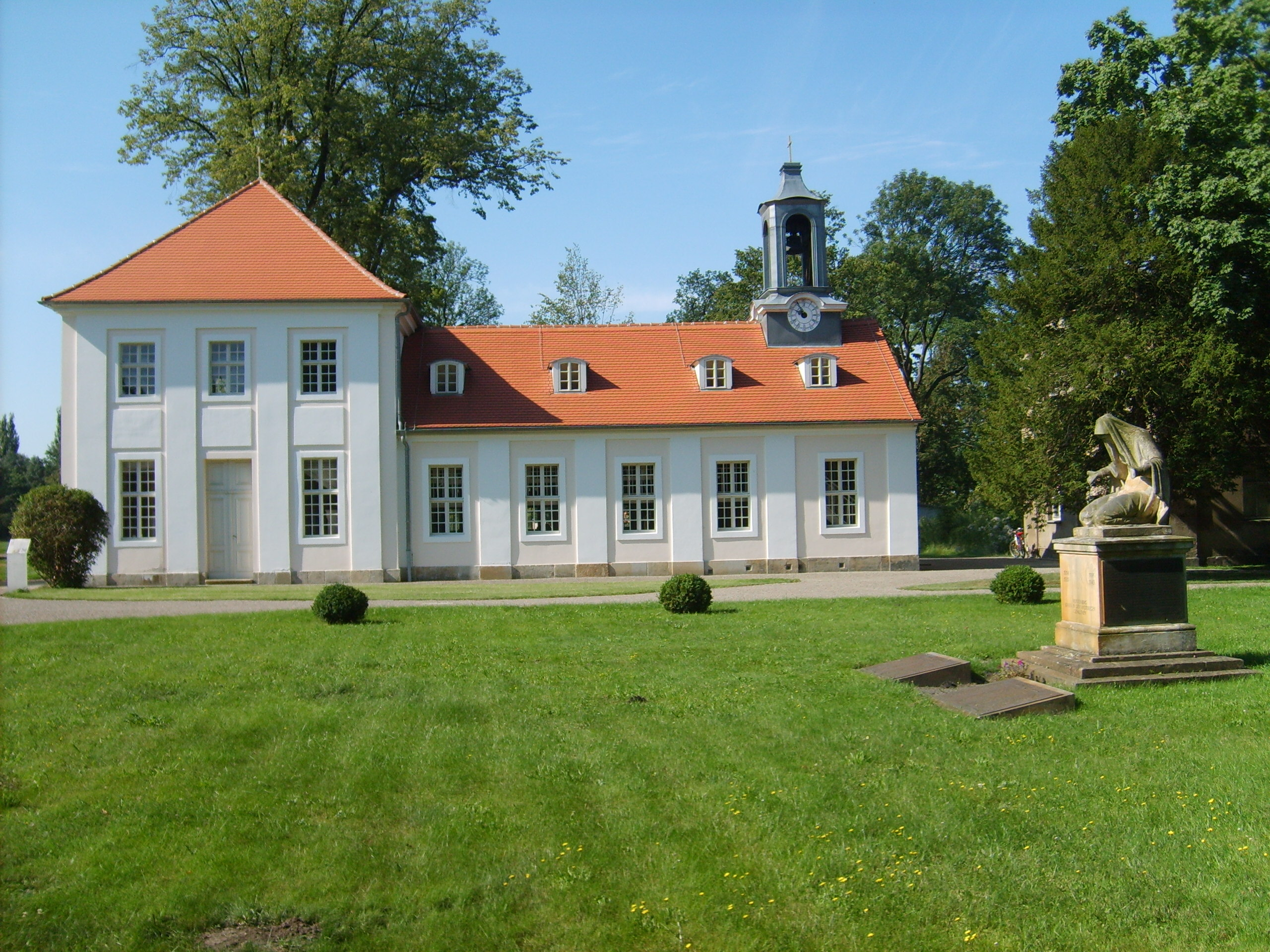
Die Schlosskirche im Schlosspark mit dem Kriegerdenkmal.

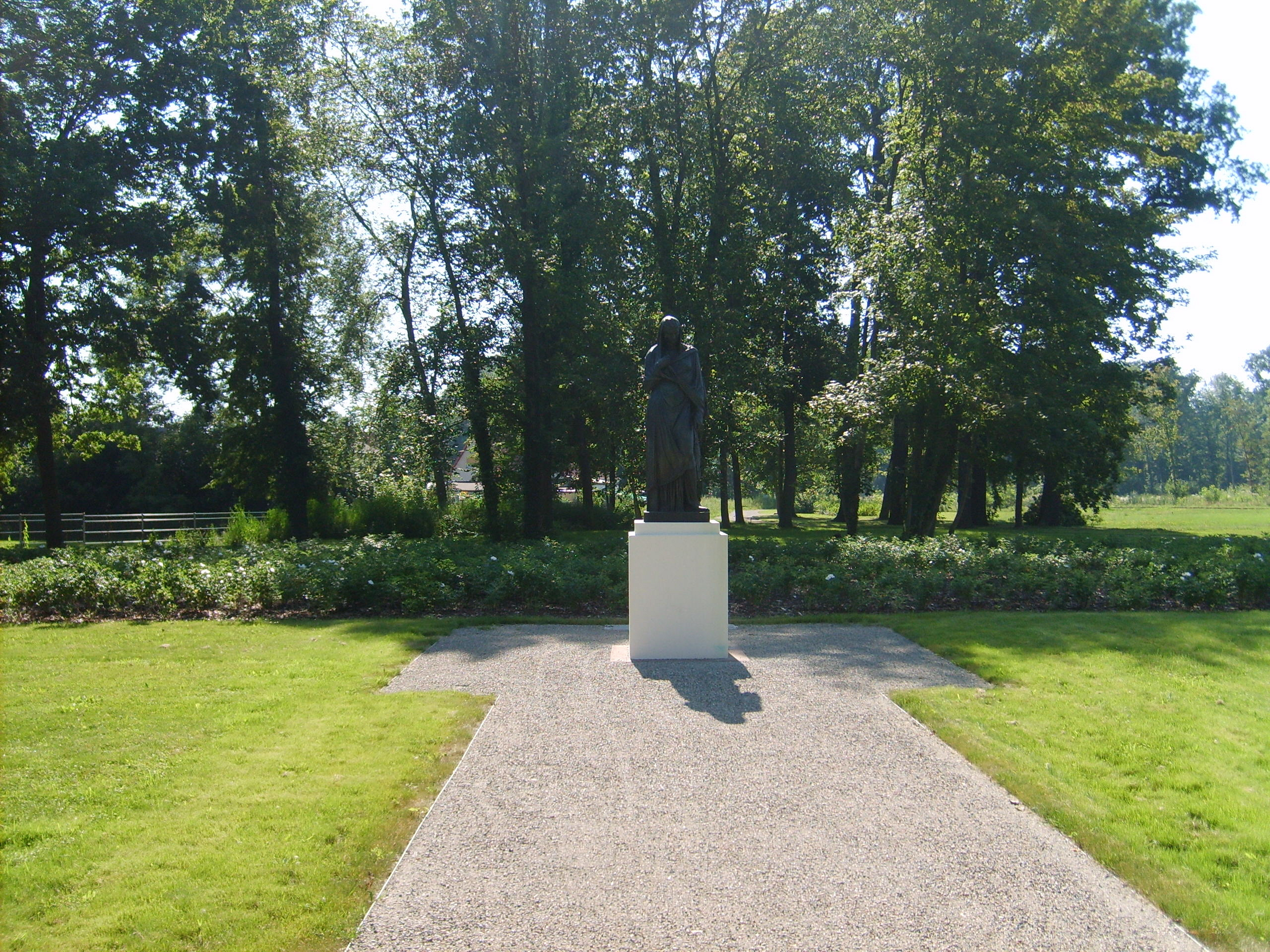
„Frau von Herculaneum“

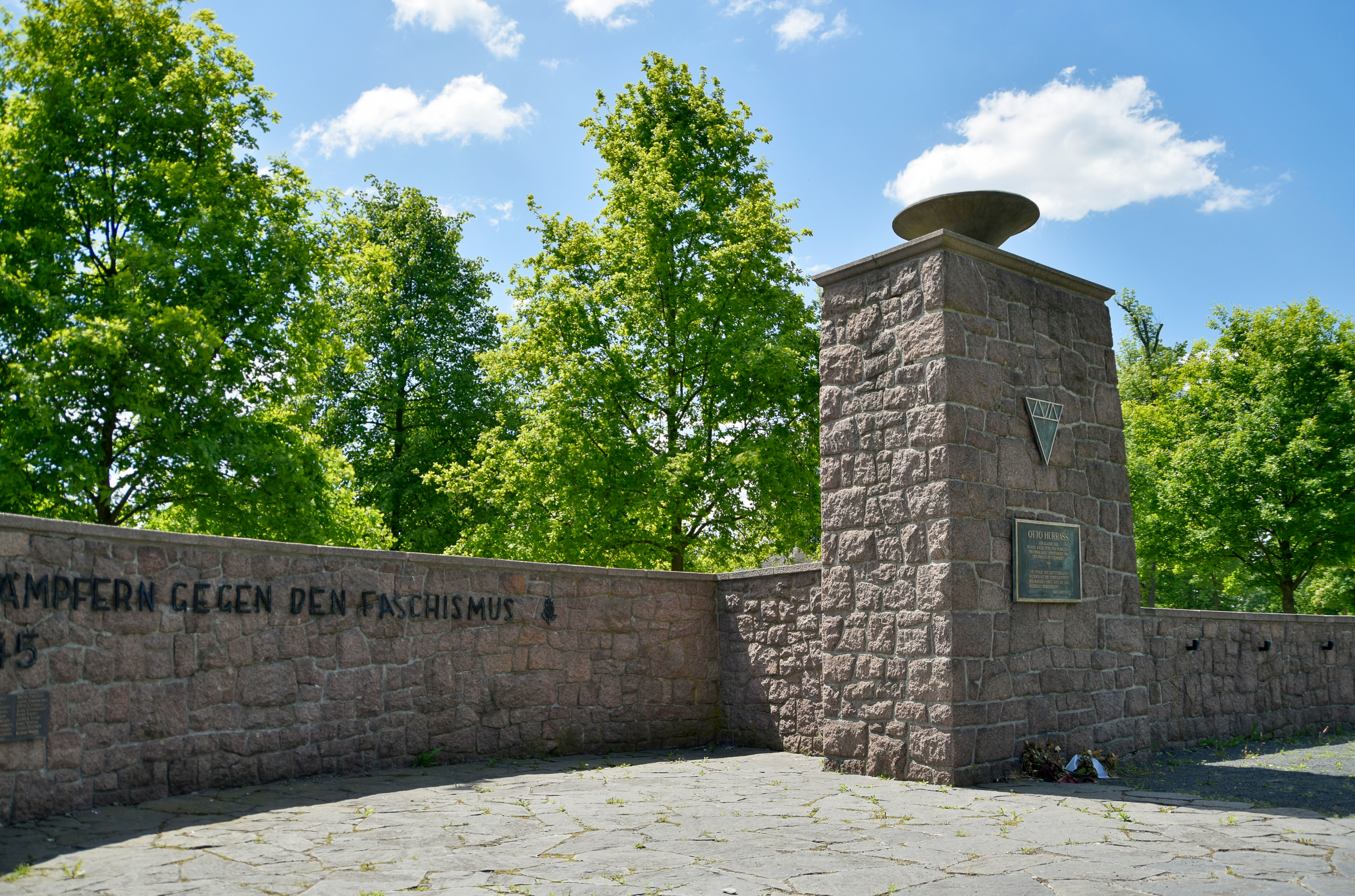
Das Ehrenmal an die Opfer des Faschismus in Lauchhammer

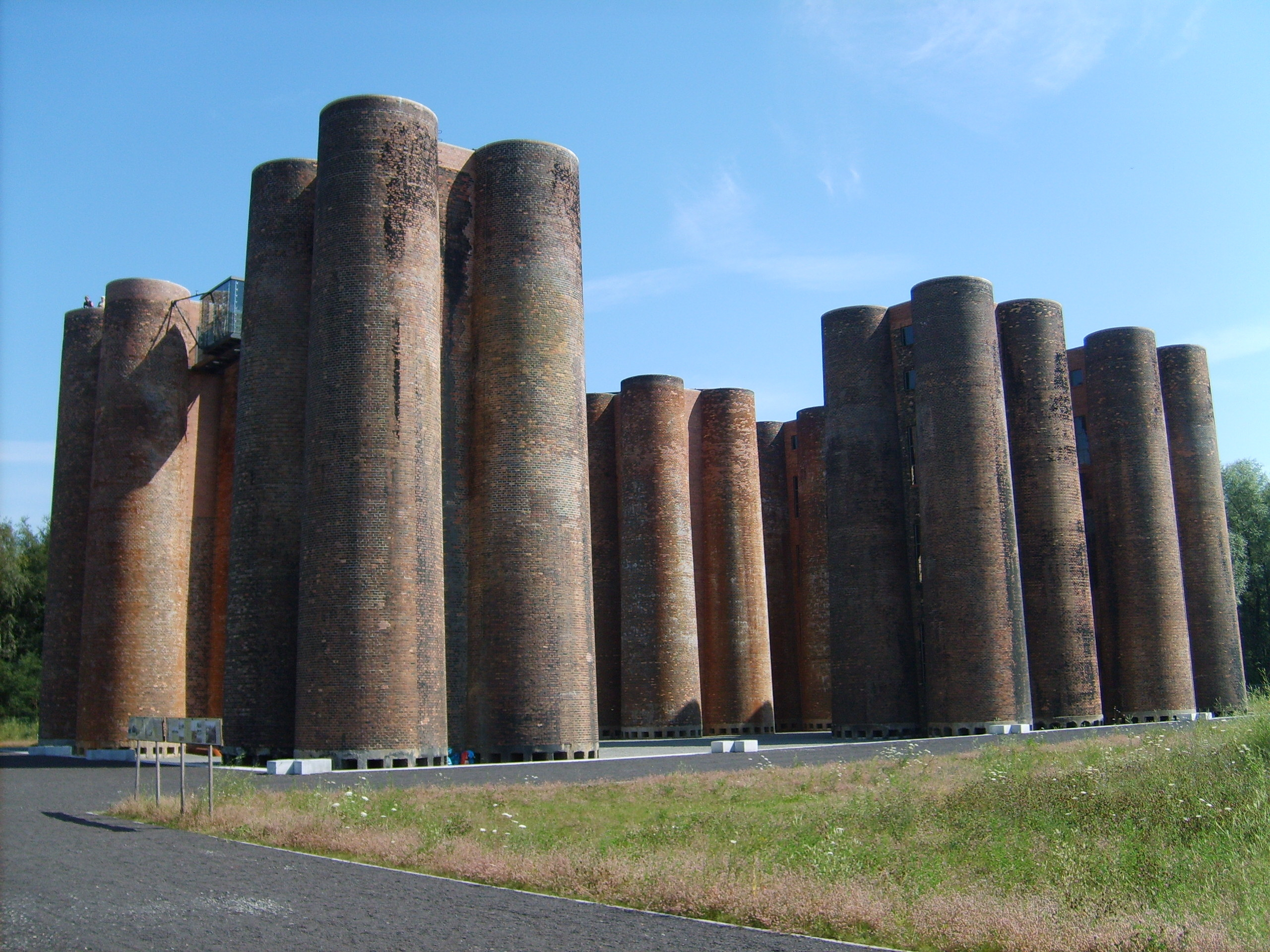
Biotürme

→ Siehe auch: Liste der Baudenkmale in Lauchhammer
In Lauchhammer-West befindet sich der 14 Hektar große Schlosspark, wo bis Mitte der 1950er-Jahre die Ruine des Mückenberger Schlosses zu finden war. Das Bauwerk fiel 1945 wenige Tage nach dem Ende des Zweiten Weltkrieges einer Brandstiftung zum Opfer. Die barocke Parkanlage, wo es unter anderem auch eine große Freilichtbühne, ein Tiergehege und eine Parkeisenbahn gibt, erlitt in der Nacht vom 18. zum 19. Januar 2007 durch den hier durchziehenden Orkan Kyrill schwere Schäden und ein großer Teil des alten Baumbestandes wurde dem Erdboden gleichgemacht.  In Neupflanzungen und Wiederaufbau hat die Stadt bis 2010 über eine Million Euro investiert.
Auf dem Gelände des Schlossparks befindet sich die einstige Mückenberger Schlosskirche, welche unter Denkmalschutz steht. Sie wurde 1746 errichtet und am Reformationstag desselben Jahres geweiht. Äußerlich wurde die Kirche der einstigen Schlossanlage angepasst. Ihr Inneres ist im Rokokostil gehalten. Zur Ausstattung der Kirche gehört eine vom bedeutendsten Modelleur der Meißner Porzellanmanufaktur Johann Joachim Kändler geschaffene Kreuzigungsgruppe aus Meißner Porzellan, die noch in der Gegenwart zu kirchlichen oder anderen besonderen Anlässen den Altar schmückt.
Ebenfalls im Schlosspark befindet sich seit August 2000 ein anlässlich der 275-Jahr-Feier des Lauchhammerwerkes geschaffener Nachguss der „Frau von Herculaneum“, dessen Original 1788 als Eisenkunstguss in der Kunstgießerei Lauchhammer für das Mückenberger Schloss gefertigt wurde. Außerdem ist in unmittelbarer Nähe der Kirche ein Kriegerdenkmal in Form einer Sandsteinfigur auf Sockel zu Ehren der im Ersten Weltkrieg gefallenen Mückenberger Einwohner zu finden. Vor dem Denkmal liegen zwei Platten mit den Namen der Toten des Zweiten Weltkrieges.
In unmittelbarer Nähe zum Schlosspark steht am Südende der Berliner Straße die „Luthereiche“. Sie wurde 1883 anlässlich des 400. Geburtstages des Reformators an ihrem Standort gepflanzt und an ihrem Fuß ein Gedenkstein aufgestellt. Zum Jubiläum 750 Jahre Lauchhammer (betreffend den Ortsteil Bockwitz) hatte der Bürgermeister von Ortrand, Niko Gebel, der Stadt Lauchhammer eine junge Luther-Eiche als Geschenk überreicht, die im Schlosspark gepflanzt wurde.
Auf dem Denkmalsplatz in Lauchhammer-West befindet sich ein weiteres Kriegerdenkmal für die Gefallenen des Deutsch-Dänischen Krieges (1864), des Deutschen Krieges (1866) und des Deutsch-Französischen Krieges (1870/71). Ihm gegenüber steht ein 1897 aufgestellter Kaiser-Wilhelm-Gedächtnisstein.
Auf dem alten Friedhof, welcher sich in unmittelbarer Nähe des Bahnhofs befindet, ist in Form eines Findlings der Grabstein des 1936 gestorbenen Heimatforschers Otto Bornschein zu finden, der als einer der Begründer der regionalen Heimatforschung gilt.
Eine bereits von weitem erkennbare Landmarke sind die 1958 auf dem Gelände der einstigen Braunkohlen-Kokerei erbauten „Biotürme“ in Lauchhammer-West. Die seit 1996 unter Denkmalschutz stehenden 22 Meter hohen Türme sind die letzten Relikte der Koksproduktion in Lauchhammer. Hier wurden bis zur Stilllegung der Kokerei phenolhaltige Abwässer durch Verrieseln über Schlacke biologisch behandelt. Seit Sommer 2008 sind sie nach ihrer Sanierung im Rahmen eines Projektes der Internationalen Bauausstellung Fürst-Pückler-Land öffentlich zugänglich. Besucher können einen der bis 2002 genutzten Türme besteigen und über verglaste Aussichtskanzeln weit über das ehemalige Industrieareal schauen.

## Persönlichkeiten

### Söhne und Töchter der Stadt

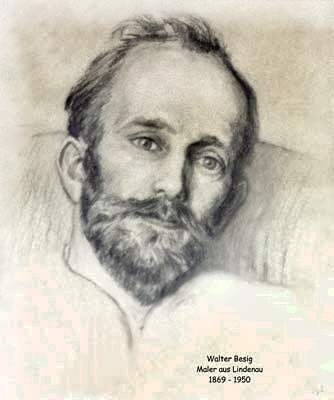
Schradenmaler Walter Besig

- Karl Eduard Pirner (1824–1891), Erzgießer und Mitbegründer der renommierten Dresdner Erzgießerei Pirner & Franz
- Georg Arndt (1863–1939), evangelischer Theologe[16]
- Walter Besig (1869–1950), Schradenmaler
- Hans Priebe (1906–1951), Prähistoriker[17]
- Benno Pludra (1925–2014), Kinder- und Jugendbuchautor

### Weitere Persönlichkeiten, die mit der Stadt in Verbindung stehen
- Benedicta Margareta Freifrau von Löwendal (1683–1776) begründete mit der Gründung des Lauchhammerwerkes die Grundlage für den Industriestandort Lauchhammer.
- Detlev Carl Graf von Einsiedel (1737–1810), sächsischer Kabinettsminister
- Detlev Graf von Einsiedel (1773–1861), sächsischer Staatsmann
- Otto Bornschein (1866–1936), Heimatforscher